# Anomaly: Warzone Earth
Pour les articles homonymes, voir Anomaly.
Anomaly: Warzone Earth est un jeu vidéo de stratégie en temps réel développé par 11 bit studios et édité par Headup Games, sorti en avril 2011 sur Windows, Mac et Linux, puis en 2012 sur PlayStation 3, Xbox 360, iOS, Android et BlackBerry OS.

## Système de jeu
Le jeu, premier de ce genre, peut être décrit comme un tower defense inversé, ou tower offense.
Le joueur contrôle un convoi de véhicules devant se rendre à Bagdad et à Tokyo, sur les lieux du crash de vaisseaux aliens, auprès desquels se situent des anomalies. Celles-ci sont protégées par différents types de tours défensives, qu'il faut détruire pour pouvoir avancer. Le joueur dispose de six types d'unités différentes, débloquées au fur et à mesure de la progression et ayant chacune des capacités offensives et défensives propres, et doit faire face à six types d'unités ennemies. Le joueur ne contrôle pas directement les unités, mais se contente de leur indiquer la route à suivre. Dans les versions PC/Mac/Linux et consoles, il contrôle un commandant à pied qui ramasse et met en place des boosters (écrans de fumée, réparations, leurres...). Dans les versions pour mobile et la version mobile campaign pour PC, le commandant n'est pas présent, le joueur se contentant de cliquer pour récolter et déposer les bonus.

## Accueil

### Critique
Le jeu a été favorablement accueilli par la critique, vantant le concept unique de tower offense et la qualité graphique. Le site d'agrégation de notes Metacritic lui donne une moyenne de 80 %.

## Postérité
En août 2012, 11 bit studios annonce une suite nommée Anomaly: Korea. Le jeu, sorti en 2013, inclut de nouvelles unités avec de nouvelles capacités. Anomaly 2 est annoncé en février 2013 et sort en mars. Le jeu inclut pour la première fois le multijoueur. En novembre de cette même année sort sur Windows, Mac et Linux le portage de la version mobile, intitulé Anomaly: Warzone Earth Mobile Campaign.